# جيفري هنت
جيفري هنت (بالإنجليزية: Jeffrey Hunt)‏ هو مخرج أمريكي، ولد في 15 فبراير 1973 في تلسا في الولايات المتحدة.

## وصلات خارجية
- الموقع الرسمي
- جيفري هنت على موقع IMDb (الإنجليزية)
- جيفري هنت على موقع ميتاكريتيك (الإنجليزية)
- جيفري هنت على موقع روتن توميتوز (الإنجليزية)
- جيفري هنت على موقع ألو سيني (الفرنسية)
- جيفري هنت على موقع تيرنر كلاسيك موفيز (الإنجليزية)
- جيفري هنت على موقع أول موفي (الإنجليزية)
- جيفري هنت على موقع قاعدة بيانات الفيلم (الإنجليزية)
- جيفري هنت على موقع كينوبويسك (الروسية)